# 직무 만족
직무 만족(職務 滿足, job satisfaction)은 개인이 직무와 관련된 평가의 결과로 얻을 수 있는 감정의 상태를 나타내는 용어이다.

## 정의와 역사
직무만족은 직무에 관련된 태도 중 하나로, 개인이 직무나 직무경험에 대한 평가의 결과로 얻게 되는 즐겁고 긍정적인 감정상태를 의미한다. 1960년대 이후, 조직에서 인간의 문제에 대해 다루기 시작하면서 직무만족에 대한 많은 연구가 이루어졌다. 그 결과, 직무만족은 단일차원이 아닌 다차원의 개념이며 조직의 다양한 성과요인들과 관련된다는 사실이 밝혀졌다. 예컨데, A회사에 다니는 사람이 회사 자체에 대해서는 만족하지만(이처럼 회사 전체에 대한 만족상태를 ‘일반적 만족’이라고 부른다), 그 안에서 자신이 수행하는 일에 대해서는 불만족할 수 있다. 또한 자신이 받는 급여에 대해서는 불만족하지만 하는 일이 좋아서 열심히 일하는 사람들도 있다.
직무 만족에 대한 연구는 호손효과연구로부터 시작되었다고 할 수 있다. 호손효과연구는 본래 물리적 환경이 노동자들의 성과에 미치는 영향을 보고자 실시되었다. 그런데 물리적 환경요소보다 자신이 연구대상자라는 인식이 행동에 영향을 미치는‘호손효과(Hawthorne effect)’가 발견되었다. 이는 사람들이 임금뿐만이 아닌 다른 목적들을 위해 일을 한다는 강력한 증거로 작용하며, 학자들이 직무 만족의 다른 변인들을 탐색하는 시발점이 되었다. 1930년대부터는 종종 노동자 대상의 익명 조사를 통한 직업 만족도 평가가 일어났다. 노동자들의 태도에 비로소 관심을 갖기 시작한 것이다. 1934년 Uhrbrock은 노동자들의 태도를 평가하기 위해 새롭게 개발된 태도 측정 기술을 사용하였다. 이후, 1935년 Hoppock은 직업 그 자체, 직장 동료 및 상관과의 관계에 의해서 영향 받는 직무 만족 연구를 시행했다. 1950년대 말에는 직무만족, 직무태도, 직무성과 등에 대한 연구를 토대로 Herzberg의 2-요인 이론(two-factor)이 제시되었다. Herzberg는 만족과 불만족이 두개의 독립적인 개념임을 전제한 후, 직무만족과 불만족이 나타나게 되는 선행요인을 연구하였다. 그 후 직무만족에 영향을 미치는 요인들을 정리하여 동기요인(motivation)이라 이름하였고 직무 불만족에 영향을 미치는 요인들을 집합적으로 위생요인(hygiene factor)이라고 명명하였다.Herzberg가 정의한 동기요인에는 급여, 감시와 감독, 회사의 정책과 행정, 감독자(상사)와의 인간관계, 하급자와의 인간관계, 동료와의 인간관계, 작업조건, 개인생활 요소들, 직위, 직장의 안정성 등이 있다.이처럼 2-요인 이론을 통해 인간이 일을 통해 무엇을 얻으려 하는가에 대해 제시하면서 직무만족의 개념을 발전시켰다.

## 이론

### 성향적 접근방법
성향적 접근방법(Dispositional approach)는 개개인이 직업에 만족하는 성향이 다 다양하다는 것인데, 결국 직무 만족도는 개개인의 특성에 달려있다는 이론이다. 이러한 접근법은 직무만족도가 긴 시간과 여러 직무들에 걸쳐서 매우 지속적으로 나타나는 것을 설명하는데 중요한 근거가 된다.  성향적 접근방법을 크게 좁힌 중요한 모델이 바로 Core Self-Evaluations Model인데 이 모델에서는 사람의 직무만족도를 결정하는데 크게 네 가지로 구성되어있다고 한다. 자존감, 일반적 개인 유효성, 통제의 위치, 신경증적 경향이 그것이다. 이 모델은 자존감과 일반적 개인 유효성, 그리고 내면적 통제 위치(개인이 자신의 삶을 통제한다고 믿는 것)가 높을수록 높은 직무만족도를 가진다고 이야기한다. 그리고 신경증적 경향이 낮을수록 높은 직무만족도를 갖게 된다.

### 공정성 이론
공정성 이론(Equity Theory)은 한 사람이 사회적 관계에서 공평성을 어떻게 바라보는 지를 보여준다.사람은 관계에서의 실과 득의 비율을 얻고자 자신이 얻는 것과 주는 것을 비교한다. 그리고 이 비율을 다른 사람들의 비율과 비교하여 그들 자신들이 공평한 관계를 가지고 있는지 비교한다. 이에 따라 개인이 두개의 그룹이나 두 명의 사람에게 불공평함이 있다면 실과 득의 비율이 같지 않기 때문에 그 사람은 불만족할 확률이 높다는 것이다. 예를 들어, 두 직원이 같은 부서에서 일하고 같은 봉급과 이익을 얻는다고 해보자. 한 직원의 봉급이 똑같이 일을 했는데도 불구하고 올랐다면 적게 받는 사람이 직장에서 스트레스를 굉장히 받을 것이다. 다른 면으로, 두 개인이 봉급을 올려주고 새로운 책임들을 받게 되면, 공평함 자체는 유지될 것이다.

### 성과차이 이론
성과차이 이론(Discrepancy theory)은 궁극적 걱정과 우울의 원인을 설명하기 위한 이론이다. 개인이 자신이 책임지고 있는 과업을 실행하지 못하였을 경우, 좋은 성취를 내지 못하였다는 것에 대한 걱정과 후회를 하게 된다. 불안과 걱정들이 개인이 자신의 임무를 완수하는데 실패했을 경우 주로 겪게 되는 반응들이다. 또한 그들의 목표와 소망을 이뤄내지 못했다는 점에 대해 우울함을 겪게 된다. 이 이론에 따르면, 모든 개인들은 어떠한 일에 있어서 그들의 의무와 책임에 대해서 알게 되고 그들이 그 책임을 다 하지 못했을 경우 벌을 받는다고 한다. 시간이 경과함에 따라 이러한 의무와 책임들은 self-guide로서 추상적인 법칙들을 형성하게 된다.

### 직무 특성 모델
Hackman과 Oldham에 의해 만들어진 직무 특성 모델(Job characteristics model)은 직무 특성들이 어떻게 직업성과를 가져오는지에 대해 연구하는데 널리 사용된다. 여기에는 다섯 가지의 직무 특성과 세 가지 직무수행자의 심리적 상태들, 그리고 직무만족을 포함한 네 가지 성과변수들로 구성되어 있다. 다섯 가지 직무 특성에는 ⓵ 기능 다양성(skill variety) : 많은 수의 다른 기술과 재능을 요구하는 정도 ⓶ 과업 정체성(task identity) : 전체적이고, 동일하다고 증명할 수 있는 한 작업 부분의 완성을 요하는 정도 ⓷ 과업 중요성(task significance) : 직무가 다른 사람들에 대하여 가지고 있다고 믿는 영향의 정도 ⓸ 자율성(autonomy) : 작업장, 작업중단, 과업할당과 같은 의사결정에서의 자유, 독립성, 재량이 주어지는 정도 ⓹ 과업 피드백(task feedback) : 성과의 효율성에 대한 명료하고 직접적인 정보를 제공하는 정도가 그것이다. 이 다섯 가지 주요 직무 특성들은 합쳐져서 직무의 Motivating Potential Score(MPS)를 이루게 되는데 이것은 직무가 얼마나 한 직원의 태도와 행동에 영향을 끼치는가를 알게 해주는 지표로 사용된다. 이들을 상호 결합하여 설계하면, 세 개의 심리적 상태가 직무수행자들 사이에 일어난다. 직무에 대하여 느끼게 되는 의미성, 직무에 대한 책임감, 직무수행 결과에 대한 지식이 그것이다. 개인이 이러한 심리적 상태를 경험하게 되면 결과적으로 내재적인 작업동기와 직무만족은 높아지고 작업의 질이 상승하며 이직률과 결근율이 저하된다.

## 직무만족에 영향을 미치는 요인

### 내재적 요인
먼저 내재적 요인에는 직무를 수행하는 그 사람 자체에 대한 개인적인 특성과 직무 자체에 대한 특성이 포함된다. 개인적 특성에는 기분과 정서, 성격, 자기효능감, 개인역량 등이 있고, 직무 자체에 대한 특성에는 직무독립성, 직무에 대한 관심, 성공적인 직무수행, 기술의 적용, 직무에 대한 몰입 등이 있다.

#### 기분과 정서
Weiss(1999)에 의하면 기분은 전반적인 직무 만족과 연관이 있으며, 긍정적 정서와 부정적 정서 또한 전반적 직무 만족에 중요한 영향을 미친다.또한 Fisher(2000)에 따르면 부정적 정서의 억압은 직무 만족을 감소시키며, 긍정적 정서의 경험은 직무만족을 향상시킨다.

#### 성격
Brief & Weiss(2002)에 따르면 성격 역시 직무 만족의 개인차를 낳는 요인이다. 성격 특질 중에서 신경증적 성향은 부정적 정서와 강한 정적 상관을 가져, 낮은 직무만족을 일으키는 반면 외향성은 긍정적 정서와 강한 상관관계를 가져, 높은 직무만족으로 이어진다. 이러한 개인적 차이들은 개개인이 임금, 근무 조건 등 객관적인 직무 상황을 개인에 따라 어떻게 인식하는지에 영향을 주며 이는 각기 다른 직무 만족도로 이어지게 된다.

#### 직무에 대한 관심
직무에 대한 관심(job interest)에는 직무내용의 다양성, 구성원과의 접촉 정도, 자신의 숙련기술을 활용할 수 있는 여건 등이 포함되며 동기부여 요인으로도 작용한다. 이는 이후 Hackam & Lawler(1971)의 직무특성모형(Job Characteristics Model)과도 유사한 내용이라고 볼 수 있다.Hackam & Lawler(1971)는 직무다양성, 자율성 및 정체성과 직무만족도 간의 관계를 분석하였다.직무다양성의 경우 일반적으로 다양성이 증가하면 직무만족도가 높아지지만 개인적으로 직무에 대한 욕구수준이 낮은 경우는 반복적인 업무에 대해서도 그다지 불만족스럽지 않다는 점을 밝혀낸다. 자율성이란 작업스케줄의 결정, 사용할 장비의 선택, 과업수행절차에 대한 결정권을 의미하는데 다양성과 마찬가지로 직무만족과 연계된다. 마지막으로 직무를 수행하더라도 정체성이 부족한 경우에는 만족을 주지 못한다고 설명하였다.

#### 성공적인 직무수행
성공적인 직무수행(attainment of success)은 대체적으로 직무만족을 가져온다. 여기서 ‘성공적’이라는 것은 직무가 최소한 어느 정도의 중요성을 가질 때를 전제로 한다. 또한 반드시 성공적인 경우에만 직무에서 만족을 얻는 것은 아니다. 실패하는 경우에도 만족감을 느낄 수 있다. 성공적인 직무수행의 다음 단계는 ‘인정받는 것(recognition)’이다. 인정을 받음으로써 그 사람으로 하여금 자존감을 높이기 때문이다. 일반적으로 기업의 경우에는 성공적인 직무수행에 대해 승진이나 급여, 말을 통한 칭찬 등을 통해 인정받는다.

#### 기술의 적용
자신이 행하는 과업들이 중요하다는 전제 하에 기술의 적용(application of skills)도가 높을수록 직무만족도 높게 나타난다. 즉, 과업들이 중요하고 자신의 기술을 더 많이 적용할수록 직무에서의 성취감이 올라가고 이는 곧 직무만족으로 이어진다는 것이다.

#### 직무에 대한 몰입
직무에 대한 몰입(involvement in one's job)이란 개인이 직무에 따라 자신의 정체성을 파악하는 것이다. 직무만족과 직무몰입은 분명하게 다른 개념이지만 높은 직무몰입도가 직무자체에 대한 만족과 관계가 있다는 연구 결과들이 많이 나타나고 있다.

### 외재적 요인
직무만족의 외재적 요인 직무 그 자체보다는 직무를 둘러싼 환경적 요인에 관련된 것이다. 여기에는 보상, 고용안정, 안전한 근무여건, 감독 및 상사와의 관계, 동료관계, 승진 등이 있다. 이 6가지는 실무적으로 직무만족도 조사에서 많이 활용되는 SHRM(2006)의 조사결과에 따라 근로자들이 가장 중요하다고 생각하는 외재적 요인들을 바탕으로 한 것이다.

#### 보상
보상과 관련하여, 우선 ‘보상공정성’이 직무만족도에 영향을 주는 중요한 요인이다.보상공정성이란 보상제도가 얼마나 공평한가에 대해 생각하는 정도이다. 더불어 이 보상제도에서 구체적인 기준이 제시될 때, 미래에 대한 불확실성이 줄어들고 그 결과 만족을 느끼게 된다는 점도 포함된다. 보상제도에서 가장 중요한 것은 임금이므로 임금은 곧 공정성 판단의 기준이 된다. 따라서 임금은 근로자의 사기와 이직결정에 영향을 미친다.임금의 공정성에 대한 평가는 여러 요인으로 구성되는데 먼저 일의 특성에 대해서는 절대적인 기준으로 평가한다. 다른 동료의 상황과 비교하기보다는 자신이 수행하는 일의 가치가 어느 정도인가가 중요한 기준이라는 것이다. 여기에는 일하는 동안의 신체적 노동 강도, 일의 결과와 관련된 일의 양, 일하는 동안 위험을 감수해야 하는 정도, 그리고 책임의 정도 등이 기준으로 작용한다. 두 번째 공정성 기준은 공장 내외부에서 유사한 일을 하는 경우와 비교했을 때의 상대적인 보상수준이다. 일반적으로 근로자들은 공식화된 정보보다 친구들이나 우연히 들은 이야기를 기준으로 비교평가하고 공정성에 대한 판단기준으로 사용하기도 한다. 세 번째, 노동조합이 사측과 교섭한 후 결정된 임금수준에 대해서는 비교적 공정하다고 평가한다. 네 번째, 공장 내 다른 일에 대해서는 서로 비교하여 판단한다. 다섯째 기준은 근속연수를 기준으로 했을 때 공정하다고 평가한다. 이는 임금을 받게 되는 기준이 근속연수를 따를수록 더욱 공정하다고 여긴 것이다. 여섯째, 회사의 지불능력이다. 이익이 많으면 임금도 높아야 공정하다고 생각한다. 일곱째, 임금인상방법이다. 여기에 대해서는 의견이 나뉘는데 일부는 모두에게 같은 절대금액의 인상이 공정하다고 하였고, 다른 일부는 절대비율의 인상을 공정하다고 하였다.

#### 고용안정
고용안정은(job security) 직무만족의 중요 구성요인 중 하나이다. 이 연구에서는 계절적이거나 불경기에 영향을 많이 받지 않는 공장 혹은 일시해고에서 피해갈 수 있는 경우 직무에 대한 만족을 보이고 있었다. 당시 연구결과를 보면 다수의 근로자들은 임금인상보다는 고용보장을 선호하기도 했다. 당시에는 과거 오랜 기간 실업을 경험한 경우가 많았고, 상당한 임금인상에 대해서 충분히 신뢰하지 못하는 경우도 많았기 때문이다.
한편 Gruneberg(1979)에 따르면 직무재설계나 구조조정은 직무 자체에 대한 만족도는 제고시킬지 모르지만, 고용안정성을 떨어뜨리기 때문에 전체적인 직무만족도에는 부정적으로 영향을 미칠 수 있다. 실업에 따르는 부담이나 스트레스를 증가시키기 때문이다.

#### 안전한 근무여건
안전한 근무여건은 Reynolds & Shister(1949)가 제시한 세 가지 직무의 물리적 특성으로 구성되는데, 직무자체의 특성, 공장의 환경조건, 기계설비의 수준으로 구분하고 있다.직무자체의 특성에는 깨끗함, 안전함 등이 있고, 공장의 환경조건에는 깨끗한 정도, 조명, 환기, 화장실 시설 등을 포함한다. 이러한 특성들이 높은 수준으로 보장될수록 높은 직무만족도를 얻었다.

#### 감독 및 상사와의 관계
감독 및 상사와의 관계도 직무만족을 결정하는 중요한 요인이다.여기서 ‘감독’이라는 개념은 리더십과 연결되는 개념으로 좀 더 구체적으로 살펴보면 상사의 피드백 제공, 자신의 업무성과에 대한 평가, 수행할 과업의 지시 등이 포함된다. 따라서 이 부분에서는 리더십스타일도 중요한데, 권위적, 민주적, 자유방임적인 리더십에 대한 연구에서는 부하들이 명료하게 민주적인 리더를 선호한다는 결과를 보였고  이후 부하중심 혹은 일 중심 리더십에 대해서는 전반적으로 부하중심적인 리더십이 직무만족도와 상관관계를 보인다고 밝혔다.

#### 동료 관계
동료와의 관계는 여러 가지로 구성되는데 공장 내에서의 자신의 사회적 지위, 다른 동료들과의 관계, 다른 동료들에 대한 평가, 팀워크 등으로 구분된다. 직무만족의 가장 중요한 요인으로 직무의 사회적 측면을 들면서 현실적으로 직장에서의 동료는 가족이나 친구보다 더 자주 접촉하는 사회적 관계를 형성하기 때문에 직무 만족에 미치는 영향도 클 수밖에 없다고 설명한다. 직장 내 외톨이 현상은 사기저하의 주요 요인으로 작용하며, 일반적으로 혼자 일하는 경우 전반적으로 직무만족도는 낮아진다. 또한 동료들에게 받아들여지고 동료들로부터 인정받을 때 직무만족도는 증가하게 된다. 어렵고 힘들 때 동료들로부터 도움을 받는 경우, 어려움을 상대적으로 쉽게 극복할 수 있게 된다. 동료와의 바람직한 관계는 업무수행에 따르는 직접적인 관계뿐만 아니라, 필요시에 도움을 받을 수 있는 가능성도 중요한 요인이 된다고 설명한다. 예를 들어 평상시 동료와의 네트워크가 경우에 따라서는 업무수행에 큰 영향을 미치는 요인이 될 수 있기 때문이다.

#### 승진
승진기회가 적은 경우에 직무나 조직에 대한 태도가 부정적이 된다고 한다.더불어 승진은 바로 다음 직급뿐만이 아니라 조직 내에서 궁극적으로 가능한 승진 경로 전체에 대한 관심이 직무만족에 영향을 미친다고 설명한다. 직무서술지수(JDI)에 기초하여 직무만족 구성요인을 분석하였을 때, 자신이 수행하고 있는 직무와 관련된 미래에 대한 평가가 직무만족에 영향을 미친다고 밝히고 있다.

## 측정 도구
직무 만족을 측정하는 도구는 주요 관심사가 정서적 측면인지 인지적 측면인지에 따라 달라진다. 대부분의 측정 방법은 자기 보고식 질문지에 의존한다. 또한 직무만족을 활용하는 연구자는 연구의 목적과 내용 그리고 연구대상에 따라 크게 전반적인 직무만족도를 측정할 필요가 있는지 아니면 요인 별 직무만족도를 측정할 필요가 있는지를 확인할 필요가 있다. 스미스등(Smith et al, 1969)의 직무기술지표(JDI)는 직무, 급여, 승진, 감독 및 동료등의 다섯가지 요인으로 구분하여 72개 설문문항으로 측정하고 있는데, 직무(Work)에 대해서는 18문항으로 측정하고 있다. 그러나 JDI의 경우 직무의 구체적인 내용에 대해서 측정하는 것이 아니라 직무에 대해 ‘반복적인(routine)’ , ‘환상적인(fascinating)’ 등과 같은 형용사적인 표현에 대해 ‘예’, ‘ 아니오’ , ‘잘 모르겠다’ 는 3가지로 응답하도록 되어 있다. 다음으로 직무자체에 대한 만족도, 즉 내재적 직무특성요인인 직무다양성, 자율성, 책임, 일자체와 관련해서는 Hackman & Oldham(1975)의 직무진단조사(JDS), Weiss et al.(1969)의 미네소타만족설문지(MSQ) 등이 있다. 위의 제시된 다양한 측정도구들은 지금까지 활용되고 있다는 점에서 충분한 정도의 타당성과 신뢰성을 인정받고 있다고 할 수 있다. 따라서 연구자들은 이미 개발되고, 타당도와 신뢰도가 어느 정도 검증된 측정도구를 손쉽게 선택하고 활용할 수 있다.

## 성과
조직에서 직무만족은 다양한 성과를 낳는다. 구성원들의 만족도가 높아지면 이직이나 결근이 줄고 조직시민행동을 더 많이 보이게 된다. 만족도와 성과 혹은 생산성의 관계는 오랫동안 학자들간에 논란이 되어왔다. 과거에는 만족한 사람들이 일을 더 열심히 하는 것이 아니라 오히려 성과가 높은 사람들이 그에 대하여 적절한 보상을 받게 될 때, 만족도가 높아진다고 믿었다. 즉 인과관계에 있어, 만족이 성과를 높이는 것이 아니라 높은 성과가 만족을 이끌어내게 된다는 결론이다. 하지만 보다 최근의 연구결과에 따르면 만족도가 높은 조직구성원들의 성과가 낮은 구성원들에 비해 더 높게 나타났다. 직무만족과 성과간에 매우 강한 상관관계가 있다고 볼 수 있다.

### 긍정적 영향

#### 고객만족
조직 구성원의 만족도는 고객만족과 충성심을 높일 수 있다. 서비스 조직의 경우 고객의 유지와 이탈은 일선 조직 구성원이 고객을 대우하는 방식에 크게 좌우된다. 여기서 만족한 조직 구성원의 경우 더욱 친절하고 상냥하면서 신속하게 반응한다. 고객은 이러한 태도를 반대의 경우보다 더욱 선호하므로 고객과 친밀감이 높아져서 고객만족도가 높아지는 결과를 낳게 된다.

#### 조직시민행동
조직시민행동은 직책의 요구를 초과하여 종업원이 추가적으로 행하는 긍정적인 행동을 의미한다. 예를 들어 부서에 대해 건설적으로 진술하거나 타인의 작업에 대해 개인적인 관심을 표현하면서 개선을 위해 제안하거나 신입사원의 훈련을 자처하고 경영규칙을 준수하면서 그 정신을 존중하는 것이 조직시민행동이라고 할 수 있다. 여기서 종업원들은 조직에 대해서 긍정적인 인식을 지니고 있으며 다른 동료와도 더욱 긍정적인 관계를 형성한다. 관리자는 이러한 행동을 보여 주는 종업원을 더욱 선호할 것이다. 이와 더불어 종업원의 조직시민행동은 종업원의 성격 그 자체보다는 리더십과 작업환경특성에 더 많이 영향을 받으므로 관리적인 지침이 이러한 행동을 유도하는데 중요하다는 것을 알 수 있다.

#### 직무성과
직무성과와 직무만족의 관계성은 많은 연구자들의 의문점이었지만 최근의 연구결과에 따르면 둘 사이에 강한 양의 상관관계가 있는 것으로 밝혀졌다. 개인 수준에서 조직 수준으로 올라갈수록 만족과 성과의 관계는 더욱 두터워지며 만족도와 생산성 자료를 조직 전체 차원에서 종합적으로 분석한다면 만족도가 높은 조직일수록 구성원들의 성과는 반대의 경우보다 더욱 높게 나타난다고 한다.

### 부정적 영향

#### 결근
결근은 기업에 끼치는 손실이 크며 그렇기 때문에 관리자는 이를 감소시키려고 계속해서 노력해야만 한다. 직무만족과 결근은 역의 상관관계가 존재하기 때문에 직무만족이 높은 경우에는 결근이 덜 나타난다. Sears사에서 이루어진 연구의 경우 만족도가 출근율에 어떠한 영향을 미치는지를 보여준다. 이 연구에서 다른 변수들의 영향력은 대부분 배제하였다. 4월 2일에 시카고에 폭설이 내렸을 때 시카고 사무소의 출근율을 날씨가 양호했던 뉴욕 사무소의 출근율과 비교하였다. 시카고에 있는 직원들은 폭설 때문에 교통이 마비되어 결근에 따른 처벌이 없을 것이 자명하기 때문에 충분히 결근할 수도 있었다. 시카고 지역의 직원들이 직무만족도가 높은 경우에는 반대의 경우보다 결근하는 비율이 더욱 낮은 것으로 드러났으며 직무만족도가 높은 경우에는 날씨가 맑았던 지역과 결근율에 있어 큰 차이를 드러내지 않은 것으로 드러났다.

#### 이직
이직은 조직의 연속성을 해치면서 많은 비용을 초래하기 때문에 관리자가 유의해야 하는 부분이다. 이에 관한 메타분석에 따르면 만족과 이직 사이에는 중간 정도의 부정적인 관계가 나타나며 그렇기 때문에 관리자는 종업원의 직무만족을 높여서 이직을 감소시킬 수 있어야 한다.

#### 스트레스와 일탈행동
스트레스는 조직행동에 굉장히 부정적인 효과를 미치며 직무만족과 강한 부정적 관계를 지니기도 한다. 관리자는 직무만족을 높이면서 스트레스의 부정적 효과를 감소시킬 수 있어야 한다. 또한 낮은 직무만족은 노조의 결성이나 약물남용, 도둑질, 부정적인 사회화와 같은 일탈 행동의 원인이 된다. 조직 구성원들이 자신의 근무환경을 충분히 선호하지 않는다면 어떤 형태로든 반응이 나타나며 직장을 퇴사하거나 태업을 하는 형태로도 나타날 수 있다.

## 같이 보기
- 괜찮은 일자리
- 산업심리학
- 노동권
- 온보딩

## 참고 문헌
- 윌리엄 맥어스킬 (2015). 〈열정을 따르지 마라〉. 《냉정한 이타주의자》. 부키.